# ليك هافاسو سيتي
ليك هافاسو سيتي (بالإنجليزية: Lake Havasu City, Arizona)‏ هي مدينة تقع في مقاطعة موهاف، أريزونا بولاية أريزونا في الولايات المتحدة. تأسست عام 1978، تبلغ مساحة هذه المدينة 111.6 (كم²)، وترتفع عن سطح البحر 224 م، بلغ عدد سكانها 52527 نسمة في عام 2010 حسب إحصاء مكتب تعداد الولايات المتحدة وتصل الكثافة السكانية فيها 376.2 نسمة/كم2.

## التركيبة السكانية
حدّد مكتب تعداد الولايات المتحدة بيانات التركيبة السكانية لليك هافاسو سيتي في تعداد الولايات المتحدة. في ما يلي، التركيبة السكانية حسب تعدادي 2000 و2010.

### تعداد عام 2000
بلغ عدد سكان ليك هافاسو سيتي 41,938 نسمة بحسب تعداد عام 2000، وبلغ عدد الأسر 17,911 أسرة وعدد العائلات 12,722 عائلة مقيمة في المدينة. في حين سجلت الكثافة السكانية 349.1 نسمة لكل كيلومتر مربع (904.2/ميل2). وبلغ عدد الوحدات السكنية 23,018 وحدة بمتوسط كثافة قدره 191.6 لكل كيلومتر مربع (496.2/ميل2).
وتوزع التركيب العرقي للمدينة بنسبة 94.35% من البيض و0.31% من الأمريكيين الأفارقة و0.69% من الأمريكيين الأصليين و0.58% من الأمريكيين ذوي الأصول الآسيوية و0.10% من سكان جزر المحيط الهادئ و2.51% من الأعراق الأخرى و1.46% من عرقين مختلطين أو أكثر و7.86% من الهسبانيون أو اللاتينيون من أي عرق.
بلغ عدد الأسر 17,911 أسرة كانت نسبة 25.1% منها لديها أطفال تحت سن الثامنة عشر تعيش معهم، وبلغت نسبة الأزواج القاطنين مع بعضهم البعض 59.4% من أصل المجموع الكلي للأسر، ونسبة 7.7% من الأسر كان لديها معيلات من الإناث دون وجود شريك،  بينما كانت نسبة 3.9% من الأسر لديها معيلون من الذكور دون وجود شريكة وكانت نسبة 29% من غير العائلات. تألفت نسبة 22.8% من أصل جميع الأسر من عدة أفراد يعيشون في نفس المنزل ونسبة 11.8% كانت تتألف من شخص يعيش بمفرده يبلغ من العمر 65 عاماً أو أكثر. وبلغ متوسط حجم الأسرة المعيشية 2.32، أما متوسط حجم العائلات فبلغ 2.69.
بلغ العمر الوسطي للسكان 47.5 عاماً. وكانت نسبة 19.4% من القاطنين تحت سن الثامنة عشر، وكانت نسبة 5.7% بين الثامنة عشر والرابعة والعشرين عاماً، ونسبة 21.6% كانت واقعةً في الفئة العمرية ما بين الخامسة والعشرين والرابعة والأربعين عاماً، ونسبة 27.7% كانت ما بين الخامسة والأربعين والرابعة والستين، ونسبة 24.8% كانت ضمن فئة الخامسة والستين عاماً فما فوق. يوجد لكل 100 أنثى 97.5 ذكر، ويوجد لكل 100 أنثى في الثامنة عشر من عمرها فما فوق 95.1 ذكر.
بلغ متوسط دخل الأسرة في المدينة 36,499 دولارًا، أما متوسط دخل العائلة فبلغ 41,393 دولارًا. وكان متوسط دخل الذكور 31,594 دولارًا مقابل 21,576 دولارًا للإناث. وسجل دخل الفرد الخاص بالمدينة 20,403 دولارًا. وكانت نسبة 6.6% من العائلات ونسبة 9.5% من السكان تحت خط الفقر، وكان من هؤلاء نسبة 16.4% تحت سن الثامنة عشر ونسبة 5.2% في الخامسة والستين من العمر وما فوق.

### تعداد عام 2010
بلغ عدد سكان ليك هافاسو سيتي 52,527 نسمة بحسب تعداد عام 2010، وبلغ عدد الأسر 23,168 أسرة وعدد العائلات 15,304 عائلة مقيمة في المدينة. في حين سجلت الكثافة السكانية 437.2 نسمة لكل كيلومتر مربع (1,132.3/ميل2). وبلغ عدد الوحدات السكنية 32,327 وحدة بمتوسط كثافة قدره 269.1 لكل كيلومتر مربع (697.0/ميل2).
وتوزع التركيب العرقي للمدينة بنسبة 90.12% من البيض و0.69% من الأمريكيين الأفارقة و1.04% من الأمريكيين الأصليين و0.96% من الأمريكيين ذوي الأصول الآسيوية و0.13% من سكان جزر المحيط الهادئ و4.73% من الأعراق الأخرى و2.34% من عرقين مختلطين أو أكثر و12.10% من الهسبانيون أو اللاتينيون من أي عرق.
بلغ عدد الأسر 23,168 أسرة كانت نسبة 22.3% منها لديها أطفال تحت سن الثامنة عشر تعيش معهم، وبلغت نسبة الأزواج القاطنين مع بعضهم البعض 52.4% من أصل المجموع الكلي للأسر، ونسبة 8.8% من الأسر كان لديها معيلات من الإناث دون وجود شريك،  بينما كانت نسبة 4.9% من الأسر لديها معيلون من الذكور دون وجود شريكة وكانت نسبة 33.9% من غير العائلات. تألفت نسبة 26.6% من أصل جميع الأسر من عدة أفراد يعيشون في نفس المنزل ونسبة 13.6% كانت تتألف من شخص يعيش بمفرده يبلغ من العمر 65 عاماً أو أكثر. وبلغ متوسط حجم الأسرة المعيشية 2.26، أما متوسط حجم العائلات فبلغ 2.68.
بلغ العمر الوسطي للسكان 50.3 عاماً. وكانت نسبة 17.9% من القاطنين تحت سن الثامنة عشر، وكانت نسبة 6.1% بين الثامنة عشر والرابعة والعشرين عاماً، ونسبة 18.9% كانت واقعةً في الفئة العمرية ما بين الخامسة والعشرين والرابعة والأربعين عاماً، ونسبة 30.2% كانت ما بين الخامسة والأربعين والرابعة والستين، ونسبة 26.9% كانت ضمن فئة الخامسة والستين عاماً فما فوق. وتوزع التركيب الجنسي للسكان بنسبة 49.4% ذكور و50.6% إناث.

## أعلام
- بيل ديزني